# Fonts i safaretjos de la Vila
Les fonts i safaretjos de la Vila són un conjunt monumental de les fonts de la vila de Guissona (Segarra), protegit com a bé cultural d'interès local, que està format per set elements: el pou, la galeria de portar l'aigua, les canelles d'omplir els càntirs, les canelles de rentar verdures, els safareigs de rentar roba, l'abeurador i el canal del Rentapanxes.
El pou de la font està situat a la plaça del Vell Pla i inicialment devia ser un doll d'aigua.
La galeria de portar l'aigua: Aquesta galeria subterrània tradicionalment es data en època romana (s. II dC), però no hi ha cap evidència d'aquesta datació. Originàriament portava l'aigua des del pou situat a la plaça del Vell Pla fins a les canelles de les fonts, travessant l'actual carrer del Tint.
La font principal està formada per cinc canelles que trobem cobertes per una volta, que tradicionalment s'utilitzaven per omplir els càntirs. Al mig de la façana, i just damunt de la canella del mig, hi ha una fornícula amb la imatge de la Verge de la Salut. Es deia que l'aigua que rajava d'aquesta canella tenia propietats sagrades i curatives. A la coberta hi ha l'escut antic de la població de Guissona -hi ha representat un casc, quatre faixes blaves i la data 1886.
La font secundària està formada per quatre canelles i tradicionalment servia per a rentar les verdures de l'hort abans de ser portades a casa. Hi figura la data 1776. Des d'aquesta font secundària l'aigua feia un doble recorregut: una omplia els safareigs i l'altra l'abeurador.
El safareig es divideix en dues parts: una per a rentar la roba i l'altra per a esbandir-la. L'aigua sobrera s'aprofitava per a regar els horts. La base actual dels safareigs podria datar de finals del segle xix (1890). Antigament eren unes basses excavades directament a terra i cobertes amb unes lloses planes on les rentadores es posaven de genolls per rentar la roba.
L'abeurador és de grans dimensions i estava destinat al bestiar.
Per acabar, l'aigua d'aquesta font alimentava un canal que arribava al Rentapanxes, situat al carrer de Tapioles, que era el lloc on es rentava el budellam dels bens destinats al consum públic. Aquesta instal·lació no s'ha conservat.

## Història
La plana de Guissona és coneguda com el doll de la Segarra, ja que és un indret en el qual hi ha aigua subterrània en abundància, en un entorn molt sec. On actualment trobem la plaça Vell Pla ja era poblat en l'edat del bronze, cap al 800 aC. En època romana la zona de les fonts de la vila va quedar integrada a la ciutat de Iesso. En època medieval, al segle xi, es va construir una torre i un nucli clos i una església. En aquest moment la font va quedar fora del nucli de població, però al costat d'una de les portes de la muralla. A partir del segle xvi es construeixen els ravals al voltant del nucli clos i la font va quedar integrada novament al nucli de població.
La galeria que aportava l'aigua a la font des del pou es pot datar en el segle ii. En el conjunt de la font, però, trobem diverses dates: 1776 en el grup de canelles secundàries -data que coincideix amb la construcció de la nova església neoclàssica de Guissona. Aquesta part de la font presenta similituds amb l'església. I 1886 en el l'arc que dona aixopluc al conjunt de les canelles principals de la font. El 1890 es van millorar els dos safareigs i es van convertir en dues basses altes.